# Quime
Quime es una localidad y municipio de Bolivia, ubicado en los valles de la provincia de Inquisivi del departamento de La Paz.
Se encuentra ubicado a 233 km de la ciudad de La Paz, capital del departamento, y se halla a 3.001 metros sobre el nivel del mar. Según el censo nacional de 2012, el municipio de Quime cuenta con una población de 8,266 habitantes.

## Geografía
El municipio está ubicado en la parte noroeste de la provincia, al sureste del departamento de La Paz. Limita al norte con la provincia de Sud Yungas, al oeste con la provincia de Loayza, al sur con el municipio de Ichoca, y al este con los municipios de Inquisivi, Licoma Pampa y Cajuata.
En su territorio se encuentra la Cordillera Quimsa Cruz, que es parte de los Andes bolivianos. Entre las montañas se encuentran numerosos lagos formados por el deshielo en las partes altas de las montañas, como por ejemplo la laguna Huallatani.

## Demografía
De acuerdo con el censo boliviano de 2024, la población del municipio de Quime es de 11 184 habitantes.
La población del municipio de Quime aumentó a la mitad entre 1992 y 2024:
| Año  | Habitantes (municipio) | Fuente |
| ---- | ---------------------- | ------ |
| 1992 | 7.395                  | Censo  |
| 2001 | 7.338                  | Censo  |
| 2012 | 8.436                  | Censo  |
| 2024 | 11.184                 | Censo  |